# Konsistente Testfolge
Eine konsistente Testfolge bezeichnet in der Testtheorie, einem Teilgebiet der mathematischen Statistik, eine Folge von statistischen Tests, die sich dadurch auszeichnet, dass die Trennschärfe der Folge bei größer werdender Stichprobe gegen 1 konvergiert. Die Wahrscheinlichkeit für einen Fehler 2. Art verschwindet also bei größer werdenden Datenmengen. Dabei liegt der Folge von Tests meist dieselbe Idee zugrunde, die Konstruktion als Folge von Tests formalisiert lediglich die immer größer werdende Stichprobe.
Teils findet sich auch die Bezeichnung als konsistente Folge von Tests oder einfach als konsistenter Test, wobei letztere fachlich nicht korrekt ist.

## Definition
Gegeben sei eine Menge von Wahrscheinlichkeitsmaßen {\displaystyle (P_{\vartheta })_{\vartheta \in \Theta }} sowie eine disjunkte Zerlegung von {\displaystyle \Theta } in Nullhypothese {\displaystyle \Theta _{0}} und Alternative {\displaystyle \Theta _{1}}.
Seien {\displaystyle (X_{n})_{n\in \mathbb {N} }} unabhängig und identisch verteilte Zufallsvariablen gemäß einer Verteilung aus {\displaystyle (P_{\vartheta })_{\vartheta \in \Theta }}. Ist {\displaystyle (\Phi _{n})_{n\in \mathbb {N} }} eine Folge von statistischen Tests
{\displaystyle \Phi _{n}\colon (X_{1},\dots ,X_{n})\to [0,1]},
so heißt sie eine konsistente Testfolge, wenn
1. Alle Tests dasselbe Niveau {\displaystyle \alpha } haben, also dieselbe Schranke für einen Fehler 1. Art besitzen. Mit der Gütefunktion {\displaystyle G_{\Phi _{n}}} gilt folglich
{\displaystyle \sup _{\vartheta \in \Theta _{0}}G_{\Phi _{n}}(\vartheta )\leq \alpha \quad \mathrm {f{\ddot {u}}r\;alle\;n} }
2. Die Trennschärfe der Folge von Tests konvergiert gegen 1. Es gilt also
{\displaystyle \lim _{n\to \infty }G_{\Phi _{n}}(\vartheta )=1\quad \mathrm {f{\ddot {u}}r\;alle\;} \vartheta \in \Theta _{1}}.

## Bemerkung
Die Konsistenz einer Testfolge ist ein rein asymptotisches Qualitätsmerkmal. Es kann somit aus der Konsistenz weder darauf geschlossen werden, wie schnell die Trennschärfe konvergiert, noch darauf, ab welcher Stichprobengröße sich (beispielsweise monotones) Konvergenzverhalten zeigt. Letzterer Effekt beruht darauf, dass die Konvergenz einer Folge unabhängig von den ersten, endlich vielen Folgegliedern ist.
Selbst bei einer unendlich großen Stichprobe liefert eine konsistente Testfolge nicht immer eine perfekte Entscheidung, die Nullhypothese und Alternative fehlerfrei auseinanderhält. Die Wahrscheinlichkeit für einen Fehler zweiter Art verschwindet zwar, aber ein Fehler 1. Art ist prinzipiell noch möglich.